# 84 (број)
84 је природан број који се јавља после броја 83, а претходи броју 85.

## У математици
84 је:
- збир првих седам троугаоних бројева.[1]
- додекаедарни број.
- полусавршен број.

## У науци
- атомски број полонијума.
- Месје 84, елиптична галаксија у сазвежђу Девица.
- NGC 84, појединачна звезда у сазвежђу Андромеда.

## Остало
- 84, линија београдског ГСП-а која саобраћа на деоници Зелени венац — Нова Галеника.[2]